# Трамбовщик
«Трамбовщик» — фантастический рассказ писателя, журналиста и барда Бориса Примочкина. Опубликован в журнале «Техника-молодежи» в 1990 году. Действие рассказа в основном происходит внутри подземки некоего гигантского мегаполиса, в неопределенном по времени будущем. Аллегорически передается быстротечность жизни.

## Сюжет
Димк, главный герой, работает трамбовщиком. В переполненном метрополитене он заталкивает пассажиров внутрь вагона поезда, а также предотвращает излишнюю давку, находясь в самих вагонах метропоездов. В его кажущейся на первый взгляд простой профессии довольно много нюансов, в том числе психологических, которые надо соблюсти. Плюс к этому трамбовщик должен обладать хорошими физическими данными.
В конце одной из смен он видит в вагоне, в котором находится, прекрасную незнакомку и влюбляется в неё. Они знакомятся и начинают проводить вместе время, катаясь по веткам метрополитена и, разговаривая, признаются друг другу в чувствах. Тут же они вступают в брак, прямо на очередной станции, в подземном дворце бракосочетания. На следующем поезде они уже муж и жена. На следующем за ним у них уже ребёнок. Далее у них начинаются постоянные мелочные ссоры по бытовым вопросам. Сын уже ходит в школу. Они уже рассуждают о разводе, но решают всё-таки жить вместе из-за будущих внуков, которые уже «не за горами».
В итоге два седых старика мирно беседуют и вспоминают жизнь в стремительно летящем под землей поезде. Теперь пришло время их детей и внуков жить всю жизнь на бегу, и всё повторяется сначала.

## Интересный факт
Профессия, похожая на описанную в рассказе, существует в действительности, в токийском метрополитене.